# Itacambira
Itacambira es un municipio brasileño situado en el estado de Minas Gerais. Tiene una población estimada, en 2024, de 4265 habitantes.
Su superficie total es de 1788.45 km².

## Turismo
La localidad es hoy uno de los principales destinos turísticos del norte de Minas Gerais, principalmente por su famosa Cachoeira do Curiango, lugar que ha llegado a recibir más de 500 personas en un solo día. Reconocida por su preservación y por su agua oscura y helada que muchos creen que tiene propiedades medicinales, la cascada está ubicada en una Reserva de Protección Ambiental (RPA).
Otra de las atracciones del lugar es la Iglesia Matriz de San Antonio, construida hace más de tres siglos y catalogada por el Instituto Estatal del Patrimonio Histórico y Artístico de Minas Gerais (IEPHA). En la década de 1950, la rotura de su piso de madera reveló la existencia de un sótano donde se encontraron cientos de cuerpos momificados de hombres, mujeres y niños. Al día de hoy, nadie sabe a ciencia cierta a quién pertenecen los restos, la gran mayoría de los cuales aún conservan parte de su piel, mechones de pelo y ropa. Hay quienes dicen que la ciudad no tenía cementerio y los cuerpos de los vecinos eran enterrados debajo de la iglesia, y otros piensan que los esqueletos pertenecen a los esclavos que construyeron el templo religioso. Ninguna de esas teorías ha podido aún ser comprobada.